# Thumbs Up!
Thumbs Up! – siódmy minialbum południowokoreańskiej grupy Pentagon, wydany 10 września 2018 roku przez Cube Entertainment. Płytę promował singiel „Naughty Boy”.
Jest to pierwszy album grupy, który nie obejmuje wszystkich dziesięciu członków, Yan An i E'Dawn byli nieobecni w powrocie, z powodu problemów zdrowotnych i skandalu randkowego E'Dawna. E'Dawn brał udział w komponowaniu kilku utworów. Później ogłoszono, że E'Dawn opuści Pentagon 14 listopada, a Yan An wznowi swoją działalność w grupie 25 listopada.

## Lista utworów
| CD | CD                                               | CD                                | CD                            | CD               | CD      |
| Nr | Tytuł utworu                                     | Tekst                             | Kompozycja                    | Aranżacja        | Długość |
| -- | ------------------------------------------------ | --------------------------------- | ----------------------------- | ---------------- | ------- |
| 1. | „Naughty Boy” (kor. 청개구리)                    | E'Dawn, Hui, Yuto, Wooseok        | Flow Blow, Hui, E'Dawn        | Flow Blow        | 3:19    |
| 2. | „Just Do It Yo!!” (kor. 저두요!!)                | Hui, Shinwon, Kino, Yuto, Wooseok | Hui, Shinwon, Ferdy (MosPick) | Ferdy (MosPick)  | 3:19    |
| 3. | „Skateboard”                                     | Kino, Wooseok, E'Dawn, Yuto       | Kino, NATHAN                  | NATHAN           | 3:04    |
| 4. | „When It Rains at Night” (kor. 밤에 비가 내리면) | Kino, Wooseok, Yuto               | Kino, 멧돼지, 홍익인간        | 멧돼지, 홍익인간 | 4:05    |
| 5. | „Thumbs Up!”                                     | Hui, Wooseok                      | Hui, The Proof                | The Proof        | 3:47    |

## Notowania
| Lista                        | Pozycja |
| ---------------------------- | ------- |
| South Korean Albums (Circle) | 4       |

## Sprzedaż
| Kraj             | Sprzedaż |
| ---------------- | -------- |
| Korea Południowa | 34 851+  |
| Japonia          | 998+     |